# Austria Email
Die Austria Email AG

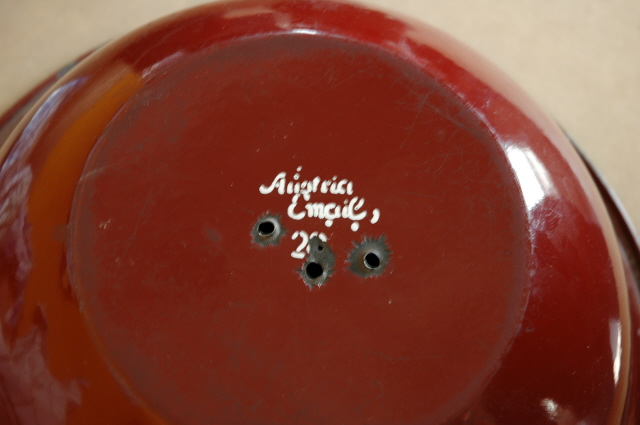
Email-Kochgeschirr („Reindl“) von Austria Email mit Einschusslöchern

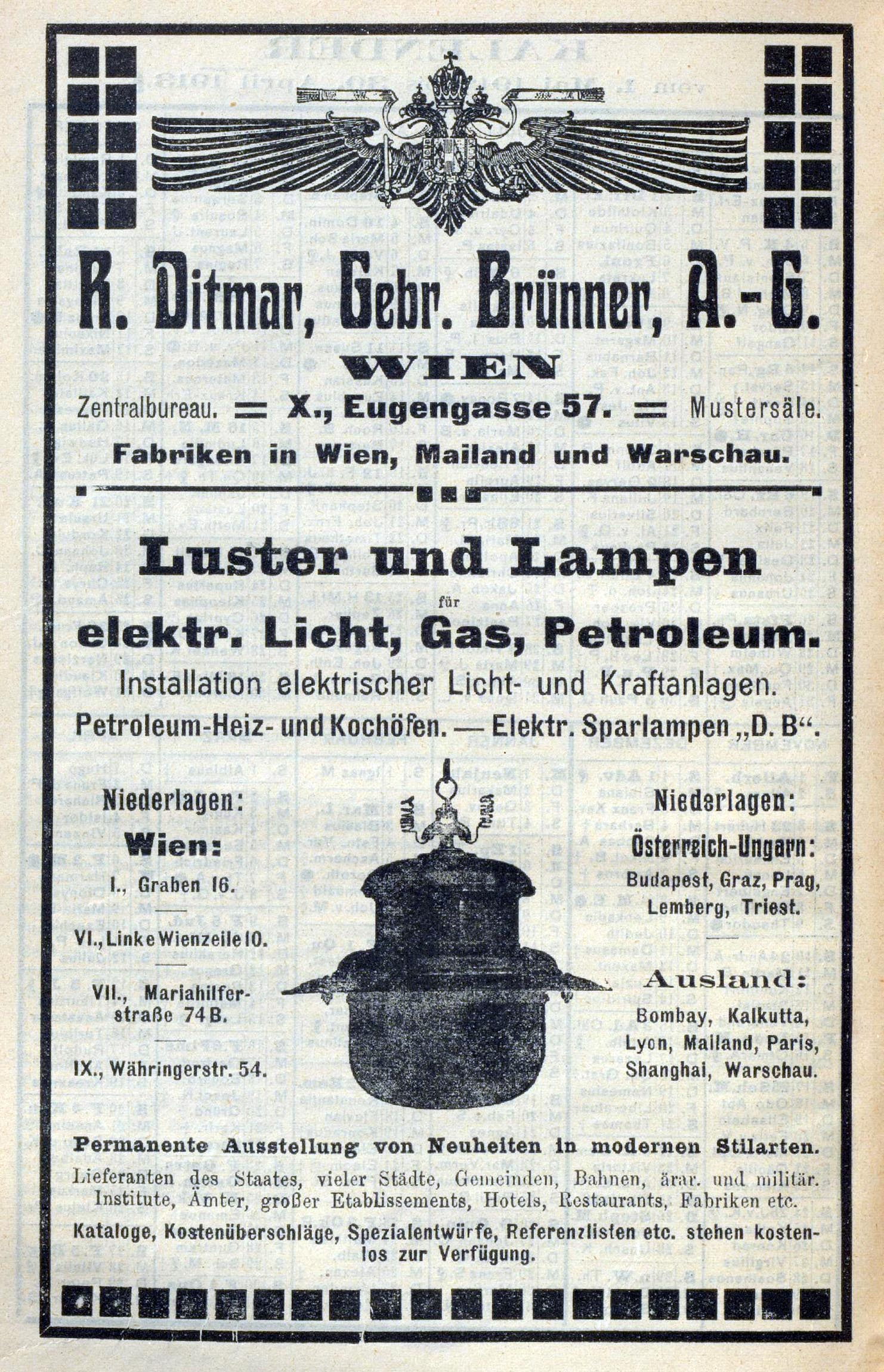
Werbeanzeige der Ditmar-Brünner AG (1912)

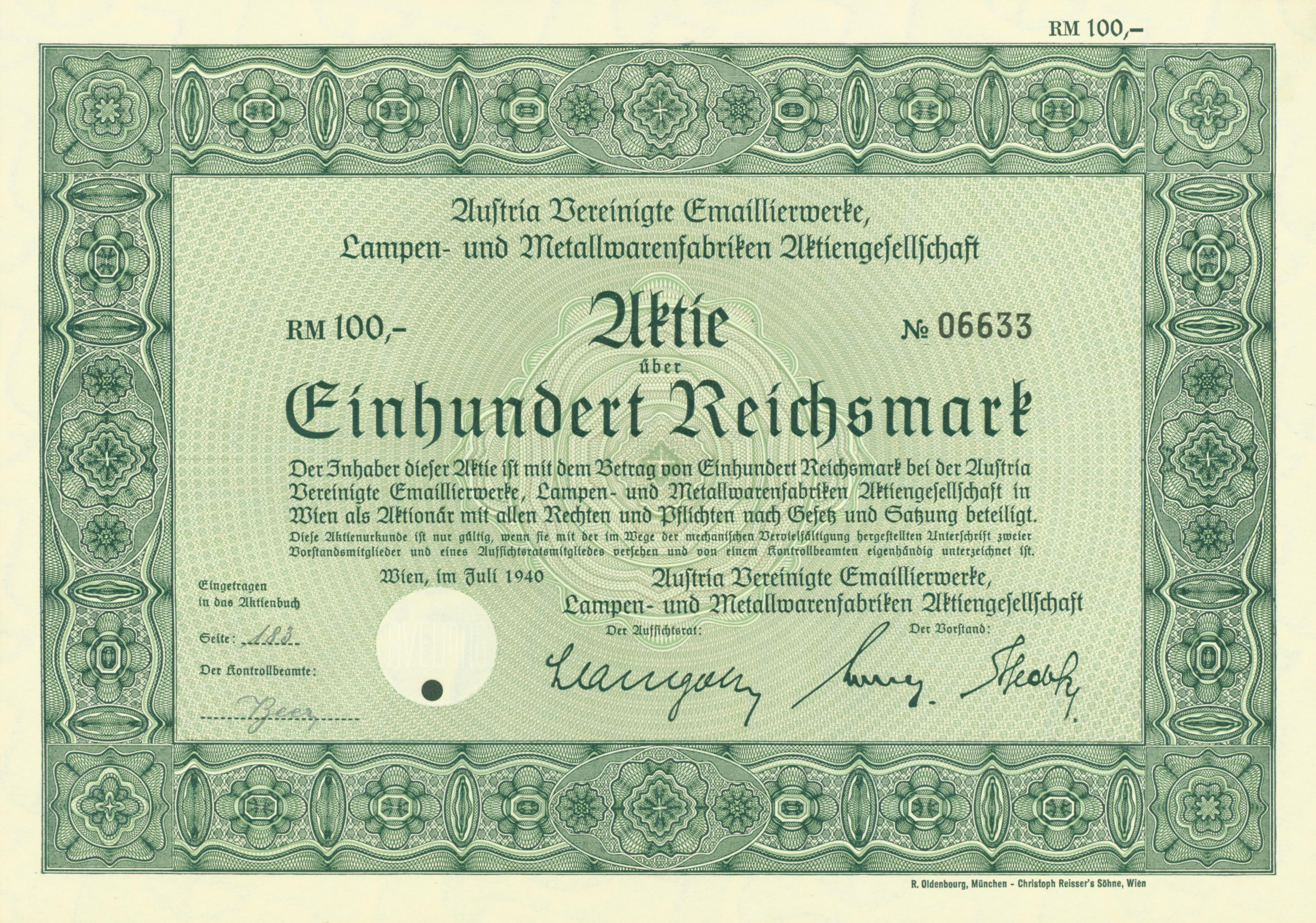
Aktie der Austria Vereinigte Emaillierwerke, Lampen- und Metallwarenfabriken AG vom Juli 1940

ist ein österreichischer Hersteller von hochwertigen Warmwasser- und Heizsystemen und damit laut eigener Aussage Marktführer in Österreich. Das Unternehmen stellte ursprünglich Emailgeschirr und Emailleschilder her.

## Unternehmensentwicklung
1873 gründete der gebürtige Remscheider Friedrich Wilhelm Haardt eine Fabrik für Emailgeschirr im steirischen Knittelfeld, welche binnen weniger Jahre zum größten Emaillierwerk in Österreich wurde. 1894 kam es auf Betreiben der Länderbank zu einem Fusionsprozess österreichischer Emailgeschirrfabriken zur Aktiengesellschaft der Emaillierwerke und Metallwarenfabriken Austria. Die Länderbank hielt daraufhin die Aktienmehrheit, der Firmensitz befand sich in Wien. (Lage) 1907 wurden in den Werken der Austria in Knittelfeld, Brünn und im böhmischen Brüx 4300 Mitarbeiter beschäftigt, neben Email- und Aluminiumgeschirr wurden auch die Colonia-Mistkübeln produziert. Der Erste Weltkrieg und der anschließende Untergang der Habsburgermonarchie traf das Unternehmen hart, die Produktionsstätten befanden sich nun größtenteils im Ausland und gingen verloren.
Im Jahr 1925 erwarb das vormalige Eisenbahnunternehmen Österreichisch-ungarische Staatseisenbahngesellschaft (StEG) die Aktienmehrheit der in wirtschaftliche Schwierigkeiten geratenen Österreichischen Industriewerke Warchalowski, Eissler & Co. in Wien-Ottakring, welche als einzig rentablen Firmenzweig eine Emailgeschirrfabrik an der Sandleitengasse betrieben. Dort wurden zu dieser Zeit mit 650 Arbeitern bis zu 10.000 Kilogramm Emailgeschirr pro Tag erzeugt. 1928 wurden die Warchalowski-Werke stillgelegt, die Emailfabrik blieb jedoch als einzig gewinnbringender Firmenzweig weiterhin in Betrieb. Nachdem die StEG im Jahre 1930 auch ihre traditionsreiche Lokomotivfabrik in Wien-Favoriten schließen musste, wandelte sich das Unternehmen zu einem reinen Industriebetrieb und ging Mitte der 1930er Jahre an die Fusionierung der österreichischen Emailgeschirr-Erzeugung.
Anfang 1937 erwarb die StEG von der Länderbank die Aktienmehrheit der wirtschaftlich angeschlagenen Aktiengesellschaft der Emaillierwerke und Metallwarenfabriken Austria, welche bereits damals mit Austria Email abgekürzt wurde. 1939 wurde der von Karl Rudolf Ditmar im Jahr 1841 gegründete erste österreichische Lampenhersteller, die R. Ditmar - Gebrüder Brünner AG in Wien-Simmering erworben und am 1. Juli 1940 mit den anderen Werken fusioniert. Gleichzeitig nannte sich die StEG endgültig in Austria Vereinigte Emaillierwerke, Lampen- und Metallwarenfabriken AG (kurz Austria Email) um. Die Belegschaft betrug zu diesem Zeitpunkt an die 3000 Arbeiter. Ziel der neuen Betriebsleitung nach der Gründung war es, eine „wahrhaft nationalsozialistische Betriebsgemeinschaft“ zu bilden.
Austria Email war während des Zweiten Weltkrieges ein wichtiger Rüstungsbetrieb und stellte u. a. Granaten, Stielhandgranaten, Gasmasken, Bauteile von Flakgeschützen, Panzerfäusten und Panzerteile her. In den Werken Simmering und Ottakring wurden Bauteile für die V2-Rakete produziert. Die zivile Produktion von Emailgeschirr wurde dagegen fast gänzlich reduziert. Zwischen 1940 und 1944 lag der Gewinn der Austria Email zwischen 400.000 und 500.000 Reichsmark jährlich. 1940 wurden drei Millionen Reichsmark in den Ausbau der Werke investiert. 1941 erreichte die Mitarbeiterzahl einen Stand von 3100 Beschäftigten und ab Herbst 1942 kam es zum Einsatz von Zwangsarbeitern und Kriegsgefangenen, welche in eigenen Lagern untergebracht waren. 1943 waren es mindestens 250 Männer und Frauen aus Polen, Frankreich, Belgien und der Sowjetunion, die zur Arbeit in den Werken der Austria Email gezwungen wurden.
Die Werksanlagen in Wien und Knittelfeld wurden durch Bombentreffer teilweise zerstört und anschließend demontiert. Der Gesamtschaden betrug rund 21 Millionen Schilling. Die Teilung der Produktionsstätten auf unterschiedliche Besatzungszonen sorgte für weitere Probleme. So wurden beispielsweise im Dezember 1945 an die 430 Tonnen bereits zugeschnittener Blech-Ronden, welche für die Produktion von etwa einer Million Stück Emailgeschirr gereicht hätten, von der Besatzungsmacht beschlagnahmt. Dazu kam eine Steuernachzahlung in der Höhe von 800.000 Schilling. Nur durch eine Änderung der Bilanzierungsvorschriften konnte ein Bankrott des Unternehmens abgewendet werden.
Das Unternehmen spezialisierte sich in Folge auf die Produktion von Emailgeschirr, Heiz- und Kochgeräten sowie Haushaltsgeräte. Als erster großer Erfolg erwies sich der Ölofen Molly, von dem Austria Email in den ersten Nachkriegsjahren etwa 45.000 Stück absetzen konnte und der dem fast bankrotten Unternehmen rund fünf Millionen Schilling an Einnahmen brachte. 1948 konnten aufgrund von Materialmangel durch Requirierungen der Besatzungsmächte nur 400 Arbeiter im Ottakringer Werk beschäftigt werden. 1949 wurde mit dem Modell Blanka die erste Waschmaschine ins Programm genommen, besonders die 1953 auf den Markt gekommene Wäschezentrifuge Blanka minor erwies sich als Erfolg. Im Jahr 1950 nahm Austria Email einen Kredit in der Höhe von 6,5 Millionen Schilling aus Mitteln des Marshallplans auf.

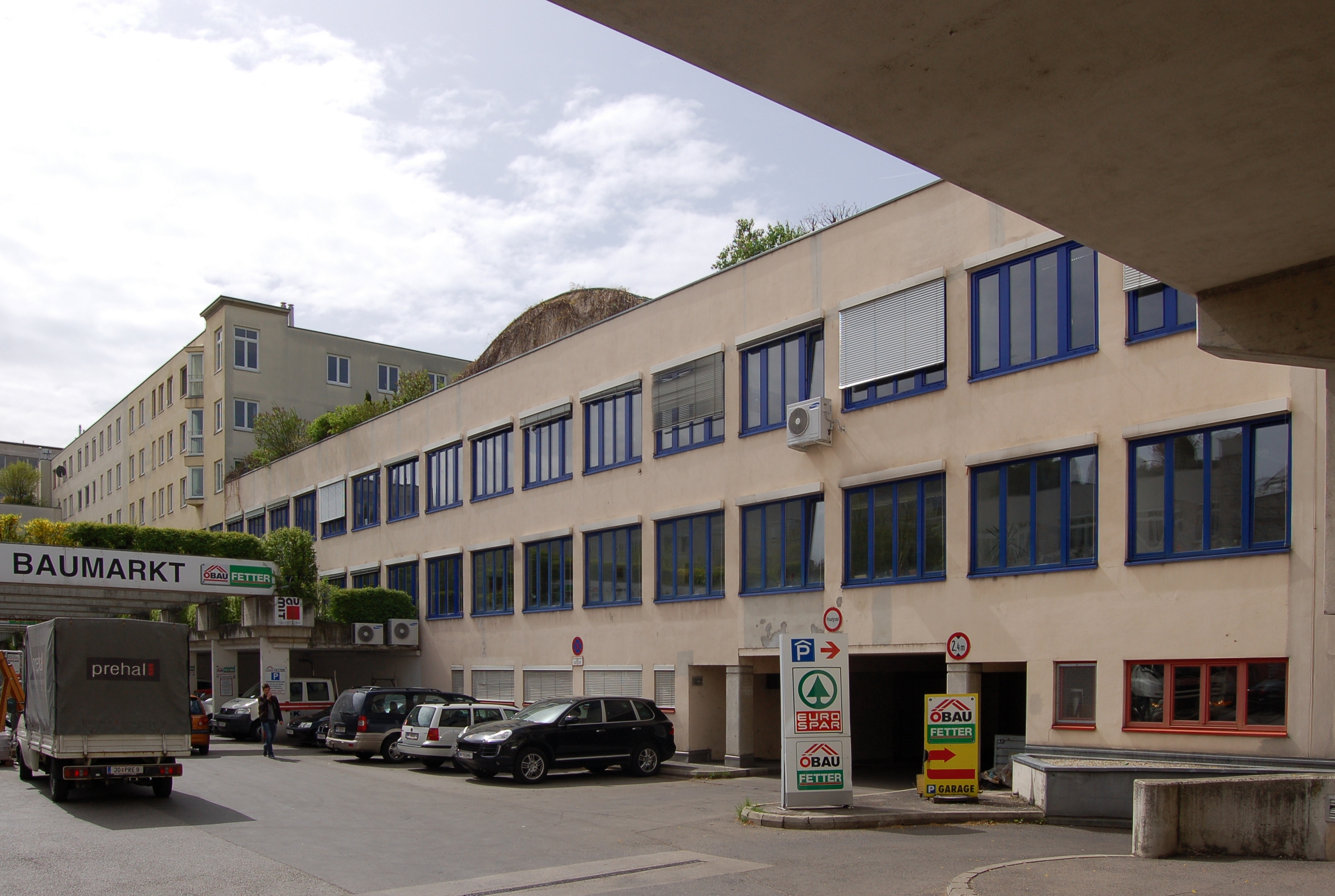
Ehemaliges Austria Email-Gebäude in Wien-Ottakring

1951 wurde die Produktion von Gas- und Elektroherden aufgenommen, bis 1953 entwickelte man einen Marktanteil von 40 Prozent bei Gasherden und 28 Prozent bei Elektroherden. Auch die neu entwickelten Dauerbrandöfen erwiesen sich als großer Erfolg. 1953 wurde der erste emaillierte Schnellkochtopf auf den Markt gebracht und der Konkurrent Triumph aus Wels übernommen, im Jahr darauf ging die Aktienmehrheit an den Creditanstalt-Bankverein über. Im Jahr des Staatsvertrages (1955) arbeiteten bereits wieder 3500 Mitarbeiter in den Werken der Austria Email, der Gewinn betrug 2,6 Millionen Schilling. Im selben Jahr beging man das 100-jährige Bestandsjubiläum, mit dem Ende der Besatzung endete auch die Teilung des Unternehmens. Bis 1960 wurden 141 Millionen Schilling in den weiteren Ausbau der Produktion investiert und die Fließbandfertigung eingeführt. Im selben Jahr wurde die Produktion von elektrischen Warmwasserspeichern aufgenommen. Anfang der 1960er Jahre wurde ein zweites Werk in Wien-Ottakring in Betrieb genommen, die Mitarbeiterzahl sank jedoch durch fortschreitende Automatisierung bis 1966 auf unter 2000 Beschäftigte. 1964 wurde ein Abkommen mit dem größten Konkurrenten Tirolia geschlossen. Die Erfindung der Vakuumemaillierung 1965 ließ die Umsätze des Unternehmens kurzzeitig noch einmal stark ansteigen. Danach stagnierten die Verkäufe jedoch spürbar und der Wettbewerb mit den westdeutschen Marktführern wurde zunehmend ruinös. 1967 wurde das erste Mal seit 1945 ein Verlust gemacht. In Folge der Rezession musste 1968 das ehemalige Werk in Wien-Simmering geschlossen werden. Es erfolgte eine Strukturbereinigung mit der Konzentration auf die Erzeugung von Emailgeschirr, Sanitärartikel und Kommunalerzeugnisse wie Straßenlampen, Signalanlagen, Mistkübeln und Emailleschilder. Die Produktion von vakuumemaillierten Warmwasserspeichern erwies sich als Erfolg. 1972 legte das Unternehmen seinen langen Namen Austria Vereinigte Emaillierwerke, Lampen- und Metallwarenfabriken AG ab und benannte sich in Austria Email AG um. Im selben Jahr konnten 13 % Dividende ausgeschüttet werden. Im Jahr 1974 erwirtschaftete man einen Umsatz von 507 Millionen Schilling, es gab teilweise explosionsartige Zuwachsraten. Der Export an Emailgeschirr übertraf Mitte der 1970er Jahre den Verkauf im Inland, Verkaufsschlager war dabei das sogenannte Drei-Herde-Geschirr im zeitgemäßen Starflower-Design, welches gleichermaßen für Gas-, Elektro- und Kohleherde geeignet war. 1979 entwickelte man versuchsweise gemeinsam mit der Volkswagen AG eine emaillierte – und damit rostfreie – Auspuffanlage für Autos. Sie kam jedoch nicht auf den Markt.

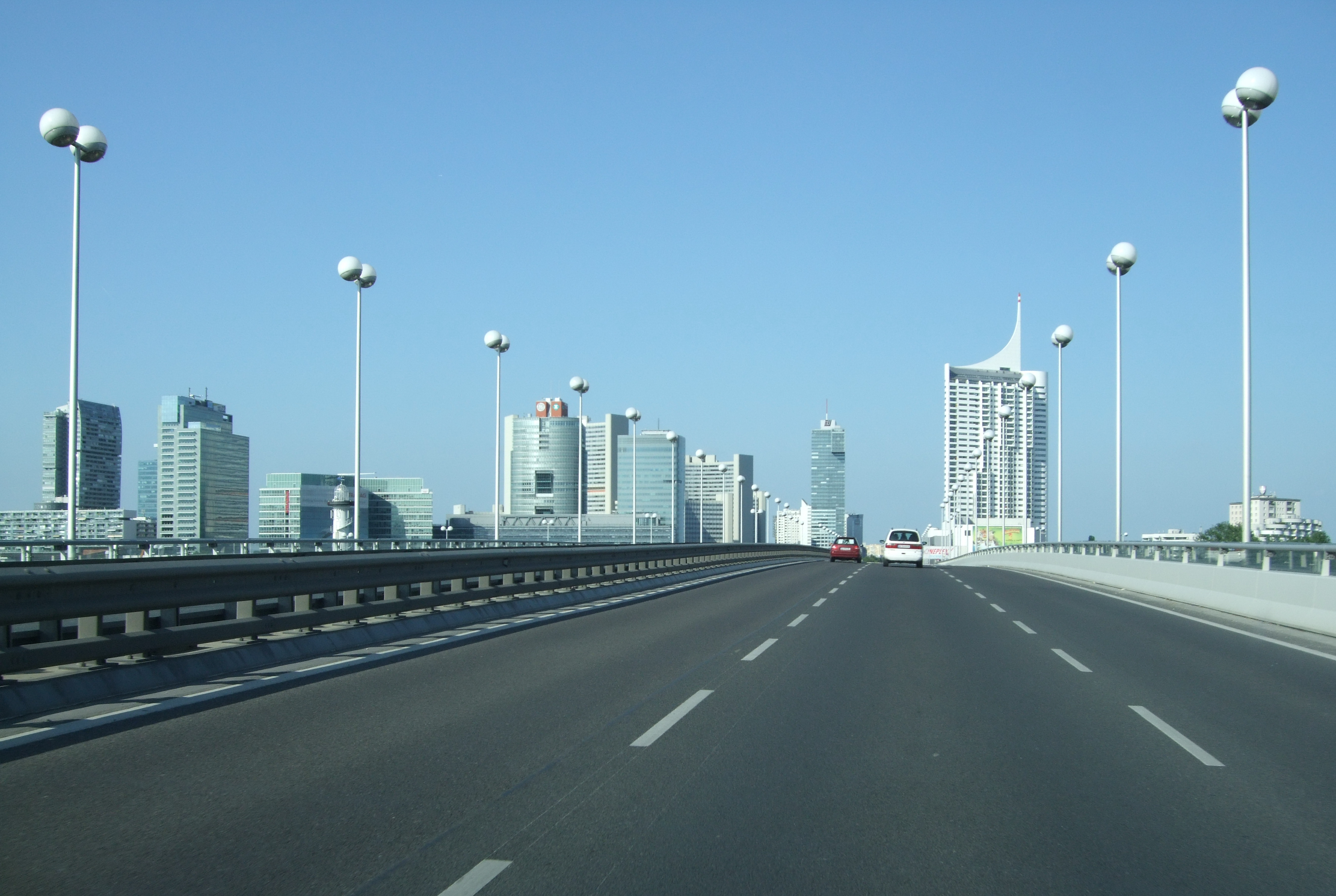
Beleuchtungskörper der Wiener Reichsbrücke (1980)

Dem kurzen Aufschwung erfolgte jedoch ein langsamer Niedergang. Ab 1975 musste in fast allen Sparten große Verluste verzeichnet werden, 1978 waren nur mehr 990 Arbeiter bei Austria Email beschäftigt. Ende 1979 war das Unternehmen mit einem Defizit von insgesamt rund 60 Millionen Schilling wirtschaftlich am Boden, ein Sanierungskonzept wurde gemeinsam mit dem Hauptaktionär CA-BA ausgearbeitet. Eines der beiden Ottakringer Werke musste aufgrund des drohenden Konkurses geschlossen werden. Die durch Importe von Billigwaren aus dem Ausland nun nicht mehr rentable Erzeugung von Emailgeschirr und die Fertigung von Straßenschildern wurden eingestellt. Die Verwaltung und die Lampenfertigung verblieben vorerst in Wien, während sich die restliche Produktion gänzlich auf das Werk in Knittelfeld konzentrierte. Austria Email verließ den traditionellen Standort Ottakring und siedelte ins benachbarte Penzing um. 1980 erhielt das Unternehmen den Staatspreis für gute Form für die Beleuchtungskörper der neuen Wiener Reichsbrücke.
Am 1. Oktober 1980 wurde die Austria Email AG mit einer Tochterfirma der ELIN-Union zur Austria Email - EHT Aktiengesellschaft für Elektroheizungstechnik fusioniert, ELIN übernahm 75 % des Aktienkapitals von der Creditanstalt. Die EHT (Elektro-Heizungstechnik m.b.H.) war bereits 1921 gegründet worden und befand sich seit 1969 im Besitz der ELIN-Union. Das Unternehmen wurde in den folgenden Jahren umfassend reorganisiert, Ausgangspunkt war dabei das verbliebene nunmehrige Hauptwerk in Knittelfeld. Die ehemaligen Werksanlagen in Wien-Ottakring beherbergen heute Wohnungen und einen Baumarkt.

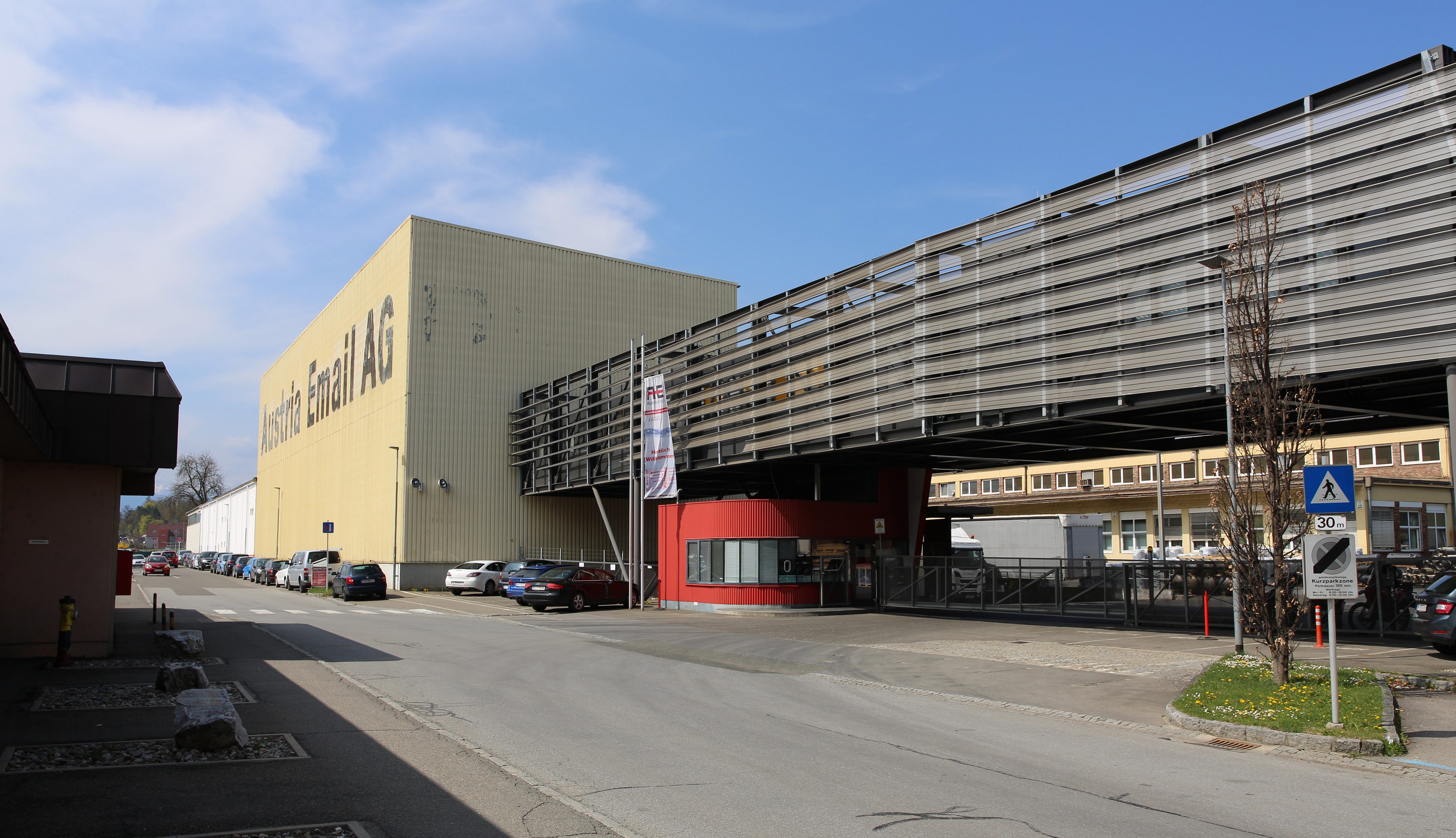
Betriebsgebäude am Standort Knittelfeld (2022)

Ende März 1990 wurde die Austria Email - EHT AG mehrheitlich für 220 Millionen Schilling an ein Konsortium aus Stadt Wien und der Auricon Beteiligungsgesellschaft von Herbert W. Liaunig verkauft. 1991 gelangte das Unternehmen in den Besitz der Haveltherm GmbH in Brandenburg und der Dr. Burg GmbH. Dies erwies sich allerdings als Fehlentscheidung, 1993 wurde die Austria Email AG daher in eine Holdinggesellschaft umgewandelt und Tochtergesellschaften gegründet. In den Folgejahren kam es zu einer neuerlichen Krise des Unternehmens, welche durch weitreichende Umstrukturierungen und Konzentrierung auf die Kernkompetenz überwunden werden konnte. 2013 wurde eine strategische Allianz mit der französischen Groupe Atlantic eingegangen. 2015 beging man das Jubiläum „160 Jahre Austria Email AG“, im Folgejahr erfolgte der Rückzug von der Wiener Börse. Die Firma wird nun von der Groupe Atlantic geführt, die die Aktienmehrheit 2015 übernahm.
2023 konnte trotz der Einschränkungen durch die weltweite COVID-19-Pandemie ein Umsatz von 128,5 Millionen Euro erwirtschaftet werden. Das Unternehmen fertigt aktuell (2022) mit rund 370 Mitarbeitern am Standort Knittelfeld u. a. Warmwasserspeicher, Puffer- und Kombispeicher, Geräte für Fernwärmenutzung, Hände- und Haartrockner.

## Ditmar - Blecheisenbahn

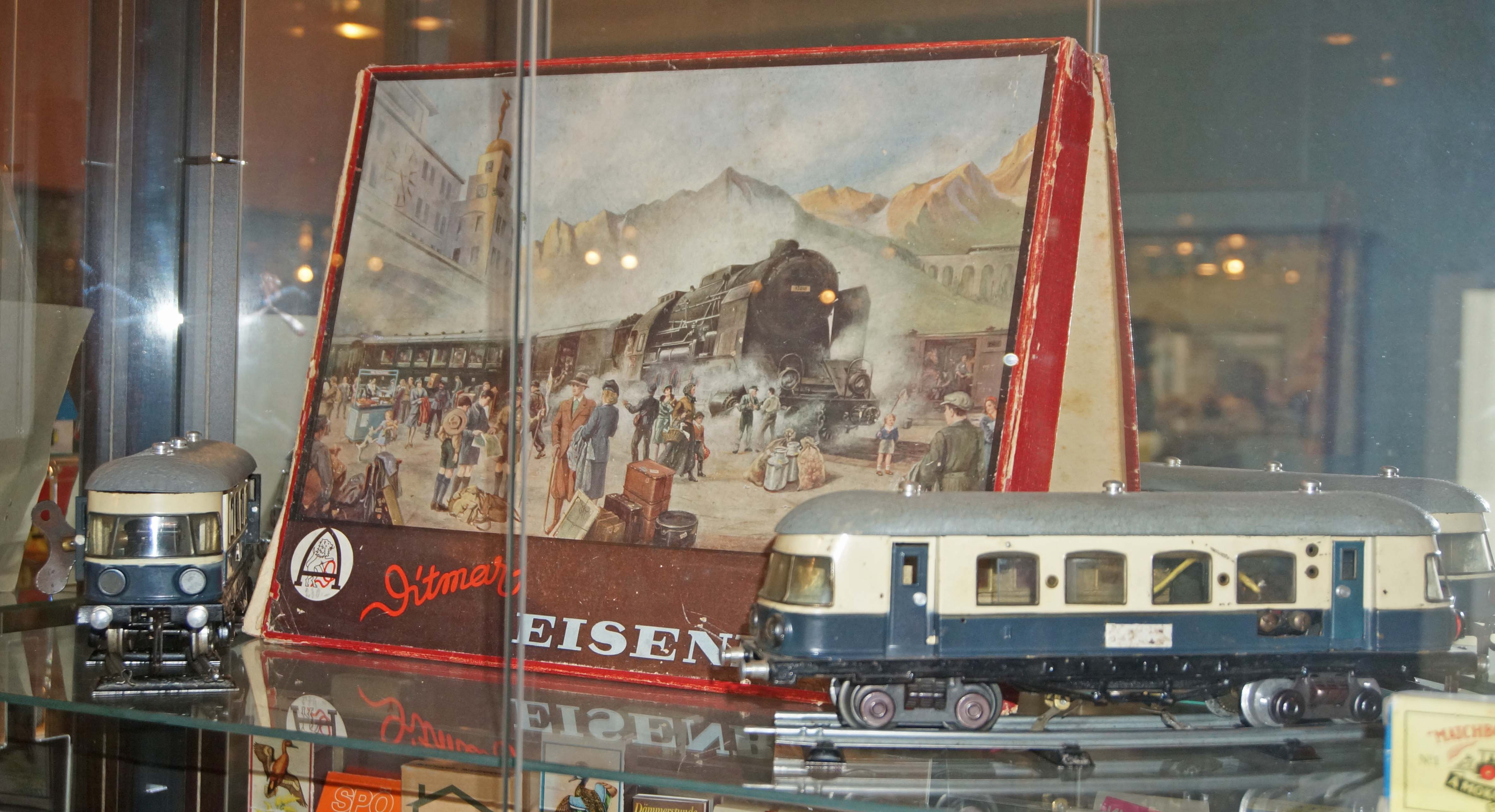
Ditmar-Triebwagen mit Uhrwerks- (links) und elektrischem Antrieb (rechts) mit Karton

Unter dem auf die Ditmar-Brünner AG zurückgehenden Markennamen Ditmar stellte Austria Email in Wien-Simmering ab 1947 auch Blecheisenbahnen in Spur 0 her. Das rudimentäre Sortiment umfasste zwei Typen von Dampfloks, mehrere Arten von zwei- und vierachsigen Personen- und Güterwagen sowie einen Triebwagen mit Anhänger. Weiters Schienen, Signale, Transformatoren und Zubehör. Die Triebfahrzeuge wurden sowohl mit Uhrwerksantrieb, als auch für elektrischen Betrieb mit 20 V Wechselstrom angeboten und hatten Allstrommotoren eingebaut. Die Kartonagen zierte ein Bild der BBÖ Reihe 214.
Ferner wurden auch Schmalfilmprojektoren, Puppenherde, Puppengeschirr – natürlich emailliert – und Metallbaukästen (z. B. ein „Getriebebaukasten“) unter dem Namen Ditmar angeboten.
Allerdings erwies sich das Spielzeug von Austria Email, trotz eines relativ breit gefächerten Angebotes, letztendlich als nicht erfolgreich. Bereits 1950 beklagte man zu geringe Absätze und schon um 1952 war ein Ende der Ditmar-Spielzeugproduktion absehbar. Ein im selben Jahr geplantes und in einem Handmuster gebautes Modell des Österreichischen Krokodils BBÖ 1100 wurde nicht mehr in Serie produziert. 1955 stellte Austria Email die Produktion von Spielzeug ein.